# Аллергические стоматиты и дерматостоматиты
К аллергическим стоматитам и дерматостоматитам, включая их аутоиммунные формы, относятся следующие основные заболевания:
I. Хронический рецидивирующий афтозный стоматит и синдром Бехчета—Турена.
II. Многоформная экссудативная эритема и синдром Стивенса—Джонсона.
III. Аутоиммунные дерматостоматиты — сочетанное аутоиммунное воспалительное поражение кожи и слизистой оболочки полости рта (в ряде случаев встречаются изолированные поражения только кожи или только слизистой оболочки полости рта):
1. Ревматические болезни (красная волчанка, склеродермия)
2. Пузырчатки и близкие к ним заболевания
3. Красный плоский лишай
4. Псориаз.

IV. Контактно-аллергический и токсико-аллергический стоматиты.

## Хронический рецидивирующий афтозный стоматит
Хронический рецидивирующий афтозный стоматит — длительно текущее заболевание, в основе которого лежит аллергическое поражение слизистой оболочки полости рта в виде рецидивирующей афтозной сыпи, обычно развивающееся у больных с патологическими процессами в кишечнике. Как правило, прогноз благоприятный.

### Этиология и патогенез
Хронический рецидивирующий афтозный стоматит представляет собой своеобразную аллергическую реакцию, развивающуюся при заболеваниях кишечника, а формирование афты связывают с аллергией типа феномена Артюса.

### Классификация
Различают две основные формы хронического рецидивирующего афтозного стоматита:
1. Типичная форма, при которой формируются афты-эрозии (поверхностные афты)
2. Атипичная форма, отличающаяся образованием афт-язв (рецидивирующие глубокие рубцующиеся афты, афты Са́ттона, глубокие афты). В некоторых случаях у одного больного может развиваться сочетание проявлений типичной и атипичной форм заболевания.

Типичная форма, в свою очередь, может протекать в виде следующих вариантов:
- Генерализованный афтоз, при котором поражение слизистой оболочки полости рта не является единственным местом образования афт. Генерализованный афтоз сопровождается появлением афтозной сыпи на коже, прежде всего половых органов, слизистых оболочках полости рта, кишечника, на конъюнктиве. Афты на коже быстро обсеменяются кокковой флорой и нередко при этом развивается пиодермия (стафилодермия, стрептодермия).
- Изолированный афтоз слизистой оболочки полости рта встречается наиболее часто. Афты в основном располагаются на слизистой оболочке щёк, губ и боковых поверхностей языка, но в процесс может вовлекаться любой участок слизистой оболочки полости рта. Одновременно возникают 1—2 афты, редко больше. Рецидивы могут возникать через несколько дней или через несколько месяцев.

### Морфогенез типичной афты
Выделяют три стадии в развитии афты-эрозии:
- Стадия пятна. На слизистой оболочке полости рта появляется округлое или овальное воспалительное пятно красного цвета диаметром до 1 см, резко отграниченное от окружающей слизистой оболочки. Реже пятно не красного цвета, а более бледное, чем окружающая слизистая («анемичное» пятно). Вначале оно не возвышается над уровнем здоровой слизистой оболочки, через несколько часов ткань в области пятна начинает выбухать.
- Стадия везикулы. Через несколько часов на поверхности пятна образуется везикула с серозным экссудатом. Везикула быстро вскрывается с образованием эрозии. Микроскопически основные изменения развиваются в эпителиальном пласте. При этом выявляют спонгиоз и выраженную гидропическую дистрофию клеток эпителия. Спонгиоз (от лат. spongia — губка) — расширение межклеточных пространств внутри эпителиального пласта за счёт накопления между клетками серозного экссудата. Сам пласт становится рыхлым, похожим на губку, отсюда и название процесса. Выраженная гидропическая дистрофия эпителия (баллонная дистрофия) приводит к гибели части клеток внутри пласта. На их месте образуется полость, заполненная серозным экссудатом (везикула).
- Стадия дефекта (эрозии). Типичная афта развивается вследствие некроза эпителия и поверхностных отделов собственной пластинки слизистой оболочки. Она имеет характерный вид: округлое или овальное западение слизистой оболочки с чёткими границами, мягкими краями и дном, окружённое тонким ободком гиперемии. Дно афты покрыто белесовато-серыми компактными массами, спонтанно не отторгающимися в течение нескольких дней. Клинической особенностью афты является её резкая болезненность. Через 2—4 дня дно афты очищается благодаря отторжению детрита, а спустя ещё 2—3 дня афта обычно заживает. В течение нескольких дней на месте зажившей афты сохраняется красновато-синюшное пятно. Микроскопически дно афты представлено тремя зонами: (1) зоной фибринозного экссудата, (2) зоной фибриноидного некроза и (3) зоной демаркационного воспаления.

### Афтоз Саттона (рецидивирующие глубокие рубцующиеся афты)
Течение заболевания длительное.
Различают две формы афт Саттона:
- Первичные афты Саттона образуются сразу на неизменённой слизистой оболочке.
- Вторичные афты Саттона формируются на основе уже имеющихся типичных поверхностных афт.

#### Морфогенез афты Саттона
Выделяют следующие стадии образования глубокой афты:
- Стадия пятна. Эта стадия аналогична стадии пятна при возникновении поверхностной афты.
- Стадия инфильтрата. Ткань слизистой оболочки в области пятна довольно быстро уплотняется (инфильтрируется). Участок поражения сохраняет чёткие контуры и цвет пятна, слегка приподнимается над уровнем слизистой оболочки. Образование вторичной афты Саттона начинается со стадии инфильтрата, когда в основании поверхностной афты появляется уплотнение (инфильтрат). Микроскопически выявляется обильная лимфогистиоплазмоцитарная инфильтрация.
- Стадия язвы (стадия ульцерации). Образовавшийся глубокий дефект имеет кратерообразное углубление с чёткими границами, плотно-эластичным дном, покрытым белесовато-серыми компактными, спонтанно не отделяющимися в течение нескольких дней массами. Ободок гиперемии вокруг такой афты обычно не выражен. Язва может углубляться и расширяться. Дно язвы представлено тремя зонами: (1) зоной фибринозного экссудата, (2) зоной фибриноидного некроза и (3) зоной демаркационного воспаления. Длительность существования глубоких афт от 1 нед. до 2 мес. На месте зажившей афты Саттона остаётся мягкий гладкий поверхностный рубец белесовато-серого цвета. Афты Саттона, расположенные в углах рта, могут приводить к развитию микростомы, вызывая при рубцевании синехии (срастания) верхней и нижней губы. Расположение таких афт на мягком нёбе может также привести к его рубцовой деформации.

### Синдром Бехчета—Турена
Заболевание описано в 1937 г. турецким дерматологом Хулуши Бехчетом. Позже его описал французский дерматолог Анри Турен под названием большой афтоз (большой афтоз Турена). Помимо афтоза полости рта при этом синдроме формируются различные васкулиты (особенно характерен увеит), эрозивно-язвенные поражения половых органов и артрит. Заболевание распространено повсеместно, но особенно часто встречалось в Японии, где являлось одной из основных причин слепоты. Первым симптомом болезни обычно становится афтозный стоматит, встречающийся практически у всех больных синдромом Бехчета. Афты могут образоваться на слизистых оболочках глотки, гортани и полости носа. Длительность существования афт — от нескольких дней до нескольких недель. Репарация поражений проходит без образования рубцов.

## Многоформная экссудативная эритема
Многоформная экссудативная эритема представляет собой своеобразное аллергическое поражение кожи и слизистых оболочек.

### Классификация
Различают две самостоятельные формы этого заболевания: инфекционно-аллергическую (идиопатическую) и токсико-аллергическую (симптоматическую):
1. Инфекционно-аллергическая многоформная эритема связана с различными инфекционными заболеваниями, в том числе с очагами хронической инфекции (хронический тонзиллит, кариес, хронический апикальный периодонтит, пародонтит). Начало заболевания обычно острое,  на фоне переохлаждения, в периоды разгара или реконвалесценции ангины, гриппа или других острых респираторных инфекций. Течение хроническое рецидивирующее, обострения наблюдаются весной и осенью. Как правило, длительность рецидива 3—3,5 нед. Помимо типичного течения, когда рецидивы заболевания возникают 1—2 раза в год, при изолированном поражении слизистой оболочки полости рта может протекать непрерывно (непрерывно-рецидивирующее течение). При этом новые элементы сыпи появляются постоянно на протяжении нескольких месяцев или лет.
2. Токсико-аллергическая многоформная эритема является реакцией на приём лекарственных препаратов (антибиотики, сульфаниламиды, барбитураты, ненаркотические анальгетики и нестероидные противовоспалительные средства), введение вакцин и сывороток. Хроническое течение и весенне-осенняя сезонность рецидивов для этой формы не характерны.

### Макроморфологическая картина
Морфологическая картина обеих форм заболевания одинакова. Очаги поражения могут возникать на любых участках кожного покрова, слизистых оболочках полости рта, мочеполовых органов, глотки, гортани, носа, конъюнктивы. Однако наиболее часто поражаются кожные покровы разгибательных поверхностей конечностей (особенно кистей и предплечий) и слизистая оболочка полости рта.
В разгар заболевания выражен полиморфизм сыпи — одновременно выявляются пятна, папулы, пузыри, волдыри, везикулы. Поэтому заболевание названо многоформной эритемой. Термин эритема указывает на основной тип элементов сыпи — крупные воспалительные (гиперемические) пятна. Иногда преобладающими элементами являются папулы, везикулы или пузыри.
Исходя из этого, различают четыре основные варианта многоформной эритемы:
- Пятнистый вариант (наиболее распространённый)
- Папулёзный вариант
- Везикулёзный вариант
- Буллёзный вариант.

Могут быть смешанные поражения — пятнисто-папулёзная и везикуло-буллёзная формы.

#### Поражение кожи
Первичными элементами, как правило, являются воспалительные пятна (реже отёчные папулы) округлой формы (диаметром 0,3—1,5 см), с чёткими границами, красного цвета с синюшной каймой. Пятно постепенно увеличивается (центробежный рост), центральная часть его при этом западает и приобретает цианотичный оттенок. По краю пятна образуется валик. На этой стадии пятно приобретает кольцевидную (аннулярную) форму. Пятна нередко сливаются, в результате чего формируются фигуры типа гирлянд и дуг. Особый вид имеют элементы, располагающиеся в складках кожи, где они превращаются в мокнущие эрозии, покрывающиеся кровянистыми или гнойными корками. Новые высыпания появляются в течение нескольких дней заболевания и сопровождаются лихорадкой, недомоганием и головной болью. Процесс, как правило, длится 10—15 дней и заканчивается выздоровлением. Иногда на месте высыпаний остаётся нестойкая гиперпигментация.
Буллёзная (или смешанная везикуло-буллёзная) форма многоформной эритемы протекает тяжело. При этом на поверхности эритематозных элементов образуются пузыри с серозным экссудатом. После вскрытия пузырей остаётся эрозия. Пузырь может полностью закрывать пятно и тогда создаётся впечатление, что он возник на неизменённой коже. Эрозии быстро покрываются кровянистыми корками. При везикуло-буллёзной форме, помимо пузырей, на периферии пятен и вокруг них появляются мелкие герпетиформные пузырьки с серозным содержимым.

#### Поражение слизистой оболочки полости рта и красной каймы губ
У больных многоформной эритемой слизистая оболочка полости рта поражается в 60% случаев, а в 15% наблюдается изолированное поражение слизистой рта. При вовлечении в процесс мягких тканей полости рта заболевание протекает тяжелее. Поражение может быть локализованным и распространённым вплоть до тотального изменения слизистой оболочки. Первоначально возникает очаговая гиперемия, слизистая оболочка в этих участках отекает и уже через несколько часов образуются пузыри различного размера с плотной покрышкой и серозным содержимым. Через 1—2 дня пузыри вскрываются, обнажая болезненные эрозии, иногда сливающиеся в сплошные очаги поражения. Эрозии легко кровоточат. В первые дни они бывают покрыты спавшимися покрышками пузырей, имеющими вид белесовато-серого налёта. Из-за болезненности высыпаний больные не открывают рот, резко затруднены глотание и речь. Эти симптомы сохраняются 1,5—3 недели.
В некоторых случаях поражается красная кайма губ. Образовавшиеся здесь пузыри очень быстро вскрываются, возникшие эрозии покрываются кровянистыми корками, которые в случае присоединения вторичной гноеродной инфекции становятся грязно-серыми.

### Синдром Стивенса—Джонсона
Синдром Сти́венса—Джо́нсона — наиболее тяжёлая форма буллёзного варианта многоформной эритемы, протекающая с поражением кожи, слизистых оболочек различных органов (полости рта, глотки, пищевода, прямой кишки, носа, гортани), мочеполового тракта и глаз. Патогномоничными считают поражения кожи ладоней и подошв в виде тёмно-красных пятен округлой формы с кровоизлияниями. На слизистых оболочках, на красной кайме губ, вокруг отверстия мочеиспускательного канала, на конъюнктиве глаза появляются пузыри, при вскрытии которых обнажаются глубокие обширные резко болезненные эрозии и язвы, заживающие рубцом. Высыпания вокруг отверстия мочеиспускательного канала после рубцевания могут завершиться образованием стриктуры уретры (стриктура — рубцовое сужение отверстия или канала). Тяжёлые осложнения могут развиться при поражении глаз — заживление язв роговицы рубцом вызывает её помутнение (бельмо) и приводит к слепоте.

## Красная волчанка
Красная волчанка (lupus erythematodes) — аутоиммунное заболевание неизвестной этиологии, характеризующееся появлением антинуклеарных антител (волчаночный фактор), LE-клеток (волчаночных клеток) и преимущественным поражением кожи (волчаночный дерматит). При вовлечении в процесс внутренних органов (при развитии волчаночных висцеритов) говорят о системной красной волчанке.
Понятие волчанка (лат. lupus — волк) связано с тем, что в ряде случаев (при редкой и тяжёлой мутилирующей форме) происходит обезображивание лица вследствие разрушения носа, ушных раковин, выраженной рубцовой атрофии кожи, что  вызывает ассоциацию с мордой волка.

### Классификация
Основные формы красной волчанки:
1. Кожная форма (люпус-дерматит)
2. Люпус-хейлит (волчаночный хейлит)
3. Люпус-стоматит (волчаночный стоматит)
4. Люпус-ринит (волчаночный ринит)
5. Системная красная волчанка
6. Неонатальная красная волчанка (волчанка новорождённых)
7. Лекарственная красная волчанка (волчаночный синдром, псевдоволчанка).

Варианты люпус-дерматита:
- Дискоидная красная волчанка
- Поверхностная красная волчанка (центробежная эритема Бие́тта)
- Диссеминированная красная волчанка
- Подострая кожная красная волчанка Сонтге́ймера
- Глубокая красная волчанка Ка́поши—И́рганга (люпус-панникулит)
- Синдром Ро́уэлла.

### Дискоидная красная волчанка
Очаги волчаночного дерматита при дискоидной форме красной волчанки представляют собой пятна красного цвета (эритема) с чёткими границами. Кожа в области пятна уплотнена (инфильтрирована), на поверхности — мелкие сероватые чешуйки, плотно фиксированные в устьях волосяных фолликулов (фолликулярный гиперкератоз). В центре очага эпидермис и придатки кожи подвергаются атрофии — кожа истончается, легко собирается в складки. После удаления чешуек поверхность очага напоминает лимонную корку, вследствие резкого расширения устьев волосяных фолликулов и сальных желёз. Участки поражения напоминают диски, отсюда название этого варианта болезни. Количество очагов и их локализация могут быть различными. В типичных случаях поражается кожа лица (открытые участки кожного покрова, подверженные инсоляции). Особенно характерно поражение кожи носа и щёк в виде фигуры бабочки, «спинка» которой находится на носу, а «крылья» на щеках. Величина очагов также различна, диаметр их от 0,5 до 5 см и более.

#### Классификация
Клинико-морфологические формы дискоидной красной волчанки:
1. Типичная форма
2. Пигментная форма
3. Гиперкератотическая форма
4. Гипсовидная красная волчанка
5. Веррукозная (папилломатозная) форма
6. Опухолевидная форма
7. Мутилирующая форма
8. Геморрагическая форма
9. Розацеаподобная форма
10. Себоррейная форма.

Пигментная форма характеризуется гиперпигментацией кожи в очаге поражения вследствие накопления меланина.
Гиперкератотическая форма отличается образованием на поверхности очага волчаночного дерматита толстого слоя роговых масс белесовато-серого цвета (гиперкератоз).
Вариантом гиперкератотической формы является гипсовидная красная волчанка, когда поверхность очага покрывает множество мелких белых чешуек, напоминающих мел или гипс.
При веррукозной (бородавчатой, папилломатозной) форме на коже в очаге поражения образуются выросты (реактивные папилломы). Количество и размер их различны.
Опухолевидная форма характеризуется резким отёком периферических отделов очага поражения, приподнимающихся над поверхностью в виде валиков, что создаёт впечатление злокачественной опухоли кожи. Цвет очага красный с выраженным синюшным оттенком (фиолетово-красный). При опухолевидной форме нередко отсутствует гиперкератоз.
Редкая мутилирующая форма, давшая название болезни, проявляется развитием некроза в очагах поражения, изъязвлением и разрушением их (прежде всего носа и ушных раковин). Это приводит к обезображиванию лица, делающим его похожим на морду волка (мутиляция — спонтанное отторжение некротизированных органов или их частей).
При геморрагической форме в очаге поражения кожи развиваются кровоизлияния.
При себоррейной форме очаг поражения покрывают плотно фиксированные к поверхности жёлтые чешуйки.
Розацеаподобная форма, как следует из названия, напоминает поражение кожи при розацеа (розовых угрях).

#### Морфогенез очага поражения при типичной форме
Эволюция очага поражения при типичной форме дискоидной красной волчанке включает четыре стадии:
- Стадию отёка и гиперемии
- Стадию инфильтрации (уплотнения)
- Стадию гиперкератоза
- Стадию рубцовой атрофии.

В первой стадии пятно розового цвета, кожа в его пределах отёчна, без уплотнения. В стадию инфильтрации пятно приобретает насыщенно красный цвет, отёк разрешается, кожа уплотняется. Стадия гиперкератоза характеризуется образованием на поверхности очага чешуек, при снятии которых на их нижней поверхности обнаруживаются шипики, представляющие собой пробочки из роговых масс в устьях волосяных фолликулов. Снятие чешуек болезненно (симптом Бенье—Мещерского). В заключительной стадии происходит истончение кожи в центральных участках очага. Она становится белесоватой, сухой (атрофия сальных и потовых желёз), лишена волос (атрофия волосяных фолликулов и выпадение волос). Центр очага при этом западает. В результате формируется наиболее характерный для дискоидной красной волчанки вид очага поражения: в центре — гладкий нежный атрофический рубец белого цвета, далее к периферии — зона гиперкератоза и инфильтрации, а снаружи — венчик гиперемии. Нередко в очаге поражения появляются телеангиэктазии (расширение мелких сосудов без воспалительных изменений в их стенках).

### Глубокая красная волчанка Капоши—Ирганга (люпус-панникулит)
Глубокая красная волчанка характеризуется появлением, наряду с типичными дискоидными очагами, плотных подвижных узлов в гиподерме (следствие васкулита).

### Поверхностная красная волчанка (центробежная эритема Биетта)
Макроморфологически очаг поражения кожи при поверхностной красной волчанке похож на дерматит при системной красной волчанке и резко отличается от дискоидной. Отсутствуют такие кардинальные признаки, как гиперкератоз и атрофия. Наряду с инфильтрацией и эритемой в очаге поражения выражен отёк. На поверхности поражённой кожи может быть лёгкое шелушение, маловыраженная пигментация и незначительная атрофия. Поверхностная красная волчанка чаще, чем дискоидная, трансформируется в системную.

### Подострая кожная красная волчанка Сонтгеймера
Эта форма описана в 1979 г. Она характеризуется образованием кольцевидных (аннулярных) элементов на любых участках кожного покрова. Рубцово-атрофические изменения в центре очагов отсутствуют. Иногда развиваются телеангиэктазии и гипопигментация. В некоторых случаях волчанка Сонтгеймера трансформируется в системную красную волчанку.

### Диссеминированная красная волчанка
Если очаги поражения рассеяны (диссеминированы) по всему кожному покрову или расположены в различных его участках, красную волчанку называют диссеминированной. Чаще встречаются очаги двух типов — (1) дискоидные и (2) эритематозно-отёчные (в сформированных дискоидных очагах отёк отсутствует). Эритематозно-отёчные очаги лишены гиперкератоза и инфильтрации, имеют цианотичный оттенок, усиливающийся при обострении процесса. Таки очаги очень характерны для системной красной волчанки.

### Синдром Роуэлла
Под синдромом Роуэлла понимают такую форму красной волчанки, при которой поражение кожи отличается резко выраженным отёком, что симулирует многоформную экссудативную эритему. Высыпания при этом обильные, нередко имеют аннулярную форму.

### Люпус-хейлит
Люпус-хейлит может сочетаться с кожными поражениями, поражениями слизистых оболочек и внутренних органов, но значительно чаще встречается как изолированный процесс. Практически во всех случаях поражение локализуется на нижней губе.
Различают пять основных клинико-морфологических форм люпус-хейлита:
- Типичная форма
- Гиперкератотическая форма
- Веррукозная (папилломатозная) форма
- Эрозивно-язвенная форма
- Форма без макроскопически выраженной атрофии.

1. Типичная форма проявляется эритемой, инфильтрацией, гиперкератозом и атрофией красной каймы. Поражение может захватывать всю губу или в виде островков. При вовлечении в процесс всей губы инфильтрация, как правило, выражена не резко. Атрофия на губе более слабая по сравнению с кожными очагами.
2. Гиперкератотическая форма отличается выраженным гиперкератозом. Иногда интенсивное очаговое ороговение может симулировать кожный рог.
3. Веррукозную (бородавчатую, папилломатозную) форму сложно дифференцировать с веррукозной лейкоплакией. На красной кайме появляются грибовидные или сосочковые выросты (реактивные папилломы).
4. Эрозивно-язвенная форма характеризуется появлением на фоне типичных элементов эрозий (поверхностных дефектов), язв (глубоких дефектов), трещин, покрытых корками, в том числе и кровянистыми. В некоторых случаях эту форму красной волчанки трудно отличить от хейлита Манганотти.
5. Форма без выраженной атрофии проявляется диффузной эритемой и умеренным гиперкератозом.
Ряд форм люпус-хейлита относятся к факультативному предраку. На фоне гиперкератотического, веррукозного и эрозивно-язвенного вариантов этого заболевания может развиться плоскоклеточная карцинома губы.

### Люпус-стоматит
Различают три клинико-морфологические формы люпус-стоматита:
- Типичная форма
- Экссудативно-гиперемическая форма
- Эрозивно-язвенная форма.

1. Типичная форма характеризуется образованием слегка инфильтрированного очага гиперемии с чёткими границами и незначительным кератозом по периферии. Ороговение имеет вид нежных тонких белых полосок (чёрточек), расположенных близко друг к другу в виде частокола. Атрофия хорошо заметна в центре очага.
2. При экссудативно-гиперемической форме слизистая оболочка в очаге поражения ярко-красного цвета, отёчная. Ороговение по периферии очага выражено слабо. Атрофия макроморфологически не определяется.
3. При язвенно-эрозивной форме на фоне изменений, характерных для экссудативно-гиперемического люпус-стоматита, появляются эрозии или язвы.

## Склеродермия
Склеродермия — аутоиммунное органо-неспецифическое заболевание с преимущественным поражением кожных покровов. В ряде случаев в процесс вовлекаются красная кайма губ и слизистая оболочка полости рта. Заболевание проявляется очаговым или диффузным поражением соединительной ткани в виде её уплотнения за счёт фиброза и атрофическими изменениями паренхиматозных элементов поражённой ткани.

### Классификация
Клинико-морфологические формы склеродермии:
I. Очаговая (ограниченная) склеродермия
1. Бляшечная форма
2. Атрофодермия Пазини—Пьерини
3. Келоидоподобная форма
4. Кольцевидная форма
5. Линейная форма
6. Поверхностная форма, болезнь белых пятен и белый лихен Цумбуша.

II. Системная (диффузная, прогрессирующая) склеродермия. Вариант системной склеродермии — акросклероз.

### Бляшечная склеродермия
Очаг поражения при этой форме склеродермии преимущественно локализуется на лице, туловище, конечностях. Как правило, он один, но может возникнуть несколько очагов.
Выделяют три стадии развития фокуса поражения кожи при бляшечной склеродермии: (1) стадия пятна, (2) стадия инфильтрации и (3) стадия атрофии.
- Стадия пятна. Вначале появляется розово-красное пятно округлой формы с характерным фиолетовым оттенком и сиреневым ободком по периферии.
- Стадия уплотнения (инфильтрации). Кожа в области пятна уплотняется. Уплотнение может быть поверхностным или проникает глубоко в дерму, иногда до фасций и мышц. Очаг поражения кожи белого цвета с желтоватым оттенком (цвета слоновой кости), лишён волос, без пото- и салоотделения с ослабленной чувствительностью. Очаг может увеличиваться, его средняя величина составляет 10 см в диаметре и более. Иногда на поверхности его появляются гиперпигментация и/или телеангиэктазии. При расположении очага поражения в складках, чаще паховых, в ряде случаев развивается изъязвление.
- Стадия атрофии. Дальнейшая эволюция очага поражения приводит к исчезновению сиреневого кольца, постепенному рассасыванию уплотнения и формированию очаговой атрофии кожи. Однако кожа не так легко собирается в складку и не напоминает папиросную бумагу, как при первичной атрофии. При рано начатом лечении очаг поражения может разрешиться, не оставив атрофии. Иногда в кожных очагах поражения выявляются кальцинаты.

Бляшечная склеродермия в 3 раза чаще поражает женщин (гинекотропизм), нередко диагностируется у детей. Очаги могут персистировать годами при общем хорошем состоянии.

### Келоидоподобная склеродермия
Келоидоподобная склеродермия — редкий вариант заболевания. Макроморфологически при этом выявляются короткие плотные тяжи на коже, напоминающие келоидные рубцы.

### Кольцевидная склеродермия
Кольцевидная склеродермия встречается также редко. Характеризуется появлением фиброзной перетяжки на пальцах рук или ног и может привести к их гангрене. Описано аналогичное поражение полового члена.

### Линейная склеродермия
Линейная склеродермия развивается нередко в детском возрасте. Обычно начинается на волосистой части головы, затем переходит на кожу лба, спинку носа, напоминая рубец после удара саблей. Может поражаться кожа нижних (реже верхних) конечностей с возникновением плохо заживающих изъязвлений. Очаги поражения нередко переходят с кожи на слизистые оболочки, располагаются по ходу сосудов, нервов. Морфогенез линейной склеродермии аналогичен таковому при бляшечной форме: (1) стадии пятна, (2) инфильтрации и (3) атрофии. Слившиеся очаги бляшечной склеродермии симулируют картину линейной склеродермии. При локализации на коже лба линейная склеродермия иногда сочетается с прогрессирующей гемиатрофией лица Ромберга.

### Поверхностная склеродермия
Многие авторы к поверхностной склеродермии относят болезнь белых пятен и белый лишай Цумбуша, поскольку все эти формы склеродермии имеют одинаковую клиническую картину. Чаще болеют взрослые женщины, но заболевание описано и у детей. На шее, плечах, груди, половых органах, реже на спине и животе появляются снежно-белые, перламутровые пятна диаметром в среднем 0,5 см. По периферии пятен в ряде случаев отмечается узкая цианотичная кайма, напоминающая сиреневое кольцо при бляшечной склеродермии. В центре пятна иногда бывает углубление, выполненное роговой пробочкой. Высыпания существуют длительно, после них остаётся атрофия. Пятно может выглядеть эритематозным, но впоследствии также развивается атрофия. Наряду с пятнистыми высыпаниями могут появиться папулы, сходные с папулами при красном плоском лишае, что наблюдается на вульве. Описана буллёзная форма болезни белых пятен.

### Системная склеродермия и акросклероз
В основе заболевания — системное поражение волокнистой соединительной ткани и сосудов деструктивного характера. Чаще системная склеродермия развивается после перенесённого инфекционного заболевания (гриппа, пневмонии, скарлатины и др.). Из продромальных явлений особенно характерна повышенная чувствительность к холоду кожи кистей и лица. Женщины болеют значительно чаще мужчин, дети реже взрослых.
Поражение кожи начинается с конечностей и лица (акросклероз) и проходит три стадии: (1) отёка, (2) уплотнения и (3) атрофии:
- Стадия отёка. Кожа становится диффузно отёчной, холодной, не собирается в складку.
- Стадия уплотнения. Уплотнение поражённой ткани особенно выражено на тыле кистей и стоп. Лицо становится маскообразным, появляются телеангиэктазии, участки гипер- и депигментации. В финале склероз захватывает гиподерму, мышцы, вследствие чего затрудняются движения, теряется мимика. Кожа над суставами уплотнена, натянута, движения в них затруднены. Поражаются слизистые оболочки полости рта и пищевода, происходит сужение ротового отверстия. Как правило, развивается фиброз мышц — первично или вслед за изменениями кожи. Чаще при акросклерозе формируется синдром Тибьержа—Вейссенбаха (кальциноз гиподермы с преимущественным поражением бёдер, ягодиц, кистей и околосуставных тканей). Эти отложения могут вскрываться с образованием свищей, из которых выделяется кашицеобразная масса с плотными крошковатыми элементами.
- Стадия атрофии. Пальцы кистей становятся тонкими, покрытыми истончённой кожей, плотно прилегающей к костям, находятся в полусогнутом состоянии, движения ими ограничены. Могут развиться изъязвления на кистях и стопах, а также их мутиляция.

Процесс может распространяться на туловище, поражая кожу груди, живота, спины. На коже лица и груди возникают множественные телеангиэктазии, характерны изменения ногтей, выпадение волос. Больные постепенно худеют и погибают на фоне поражения внутренних органов. Чаще страдают пищевод, лёгкие, сердце, реже — почки, органы желудочно-кишечного тракта, кости. Нередко в процесс вовлекаются несколько органов, встречаются висцеральные поражения без изменений кожи. В типичных случаях кожа лица уплотнена и сморщена, вследствие чего обеднена мимика («маскообразное лицо»). На коже губ возникают радиальные складки, переходящие на красную кайму. Постепенно развивается микростома.
Некоторые авторы акросклероз считают самостоятельной формой склеродермии, но большинство специалистов расценивает его как доброкачественный вариант диффузной склеродермии. При акросклерозе значительно реже поражаются внутренние органы, только конечности и лицо. Он не встречается у детей. Протекает медленно, с наклонностью к регрессу. Мышцы поражаются редко.

### Стоматит при склеродермии и изменения в тканях пародонта
Обычно на слизистой оболочке полости рта образуются плотные очаги белого цвета, окружённые фиолетово-красным ободком, который позже трансформируется в широкий пояс желтовато-коричневого цвета. В финале развивается атрофия слизистой оболочки. Язык вначале увеличен за счёт отёка, затем уплотняется вследствие фиброза и сморщивается, становится малоподвижным. Характерно расширение периодонтальной щели за счёт отёка. Следующие затем атрофические процессы приводят к потере зубов (склеродермический пародонтоз).

## Пузырчатки и близкие к ним заболевания
К этой группе относятся следующие основные заболевания:
- Акантолитическая пузырчатка (пе́мфигус)
- Буллёзный пемфигоид Леве́ра
- Слизисто-синехиальный атрофирующий буллёзный дерматит Ло́рта—Жако́ба (рубцующийся пемфигоид, пузырчатка глаз, доброкачественный пемфигоид слизистых оболочек)
- Пузырчатка слизистой оболочки полости рта Пашкова—Шеклакова
- Врождённый буллёзный эпидермолиз
- Энтеропатический акродерматит Да́нбольта—Кло́сса
- Герпетиформный дерматит Дю́ринга.

### Акантолитическая пузырчатка (pemphigus verus)
Акантолитическая (истинная) пузырчатка — тяжёлое аутоиммунное, хроническое, волнообразно текущее заболевание с образованием пузырей на видимо неизменённой коже и слизистых оболочках. При этом всегда нарушается общее состояние больных. До введения в практику препаратов глюкокортикоидных гормонов заболевание практически всегда заканчивалось летально.

#### Этиология и патогенез
Причина заболевания не установлена. В основе патогенеза лежит аутоиммунный ответ к белкам десмосом эпидермоцитов шиповатого слоя или клеток промежуточного слоя эпителия слизистой оболочки полости рта. При этом десмосомы разрушаются и клетки отделяются друг от друга (дискомплексация). Такие обособленные клетки с выраженными дистрофическими изменениями в них называются акантолитическими клетками Тцанка (А. Тzank, 1948).

#### Классификация
Различают пять форм акантолитической пузырчатки:
1. Обыкновенная пузырчатка (pemphigus vulgaris)
2. Вегетирующая пузырчатка (pemphigus vegetans)
3. Листовидная пузырчатка (pemphigus foliaceus)
4. Себорейная, или эритематозная, пузырчатка Сенира—Ашера (pemphigus seboreicus, pemphigus erythematosus)
5. Бразильская пузырчатка (pemphigus brasilicus).

При pemphigus vegetans на поверхности эрозий в течение 4—6 дней появляются мелкие сосочковые разрастания (вегетации) ярко-красного цвета со зловонным отделяемым. При этом может поражаться слизистая оболочка полости рта, главным образом слизистая оболочка губ. Pemphigus foliaceus отличается повторным образованием пузырей под корками на месте эрозий, оставшихся после вскрытия первичных пузырных элементов. Развивается крупнопластинчатое шелушение кожи. При pemphigus seboreicus сначала возникает эритема, которая в ряде случаев покрыта жёлтыми корочками (так называемый эритематозно-сквамозный очаг). На волосистой части головы она протекает как себорейный дерматит с последующим развитием алопеции и рубцовой атрофии. Очень характерна локализация очагов на лице в виде бабочки. Pemphigus brasilicus — эндемическая форма, встречается только в некоторых районах Бразилии, весьма полиморфна по своим проявлениям. Поражения слизистой оболочки полости рта при этой форме не описано.

#### Патологическая анатомия
Макроморфологическая картина
При акантолитической пузырчатке внезапно, без видимых причин появляются пузыри с дряблой покрышкой, серозным или серозно-геморрагическим содержимым (при инфицировании содержимое становится гнойным). Пузыри имеют тенденцию к росту и слиянию. Через 1—2 дня они вскрываются, обнажая эрозивные поверхности. Эрозии в дальнейшем покрываются корками.
При скользящем надавливании на видимо неизменённый участок кожи происходит отслойка эпидермиса в виде тонкой белесоватой плёнки (симптом Никольского). Этот феномен был впервые описан П. В. Никольским (1896) при листовидной пузырчатке, но впоследствии установлен для всех форм pemphigus verus. Симптом Никольского можно выявить как вблизи пузырей, так и в удалённых от них участках кожного покрова. В основе этого симптома лежит явление акантолиза. Если потянуть за обрывок пузыря, то эпидермис отслаивается и на прилежащей к нему коже. Вариантами симптома Никольского являются описанный G. Asboe-Hansen феномен увеличения площади пузыря при надавливании на его центральную часть и феномен груши, описанный Н. Д. Шеклаковым (1961) — под тяжестью скопившейся в пузыре жидкости увеличивается площадь его основания и пузырь приобретает грушевидную форму.
Длительное время очаг поражения кожи может локализоваться только на волосистой части головы, в складках под молочными железами, на слизистой оболочке полости рта или на красной кайме губ.
При поражении слизистой оболочки полости рта или женских половых органов пузыри, как правило, очень быстро вскрываются и их появление остаётся незамеченным. Приходится наблюдать лишь ярко-красные эрозии. Могут формироваться обширные поражения слизистой оболочки полости рта. При этом характерен зловонный запах изо рта. Симптом Никольского на слизистой оболочке полости рта вызывается очень легко. У большинства больных первые проявления пузырчатки возникают на слизистой оболочке полости рта или красной кайме губ. В течение нескольких месяцев полость рта может быть единственным местом, где располагаются высыпания.
Дифференцировать акантолитическую пузырчатку необходимо с эпидермальным токсическим некролизом Лайелла. Синдром Лайе́лла — токсико-аллергическая реакция на лекарственные препараты (прежде всего, сульфаниламиды). Он характеризуется развитием в течение нескольких часов эритематозных пятен на коже, на фоне которых образуются крупные пузыри, напоминающие ожог кипятком II степени. Пузыри вскрываются, обнажая эрозивные поверхности. Симптом Никольского положителен. Может вовлекаться в процесс и слизистая оболочка полости рта. Заболевание всегда протекает с тяжёлыми общими явлениями и в большинстве случаев заканчивается летально.
Микроморфологическая картина
Пузыри при акантолитической пузырчатке интраэпидермальные. Дно пузыря образовано базальными и частью клеток шиповатого (промежуточного) слоя. Покрышка представлена вышележащими слоями эпителиальных клеток. В экссудате (содержимом пузыря) обнаруживаются акантолитические клетки Тцанка. Клетками Тцанка называются не любые акантолитические клетки, а только клетки с выраженными дистрофическими изменениями. Величина их меньше, чем нормальных шиповатых (промежуточных) клеток, но ядро в несколько раз больше. Ядерный материал интенсивно воспринимает краситель (гиперхромия ядра). В ядре всегда обнаруживаются 2—3 крупных ядрышка. При окраске по методу Романовского—Гимзы цитоплазма резко базофильна, окрашивается неравномерно, вокруг ядра определяется светло-голубая кайма, а цитоплазма у поверхности клетки окрашивается в интенсивно-синий цвет (зона концентрации). Клетки нередко содержат несколько ядер.

### Буллёзный пемфигоид Левера
Заболевание чаще возникает в пожилом возрасте (средний возраст больных около 70 лет) и характеризуется хроническим волнообразным течением. На неизменённой коже или эритематозном фоне образуются пузыри с серозным или серозно-геморрагическим содержимым. Излюбленная локализация — кожа туловища, конечностей и пахово-бедренные складки, однако высыпания чаще генерализованные с преимущественной концентрацией элементов в указанных областях. Пузыри напряжённые с плотной покрышкой, субэпителиальные (дном пузыря является соединительнотканная основа слизистой оболочки или дерма). Акантолиз отсутствует. Симптом Никольского не выявляется. После вскрытия пузырей образуются эрозии, которые быстро эпителизируются, поэтому периферического роста эрозий не отмечается. Описаны летальные исходы у больных пемфигоидом Левера, но во всех этих случаях причиной смерти были интеркуррентные заболевания.
Примерно у каждого десятого больного пемфигоид Левера начинается с поражения слизистой оболочки полости рта, которая длительное время может оставаться единственным местом проявления заболевания. Пузыри, как правило, расположены на слизистой оболочке щёк. Они напряжены, после их вскрытия эрозии быстро заживают.

## Красный плоский лишай
Красный плоский лишай — своеобразное аллергическое заболевание кожи и слизистой оболочки полости рта. Впервые поражение слизистой оболочки полости рта описано в 1869 г. Заболевание может одновременно поражать кожу, красную кайму и слизистую оболочку полости рта, может встречаться изолированно только на коже, только на слизистой оболочке полости рта или только на красной кайме губ.

### Этиология и патогенез
Этиология заболевания не известна. В его развитии, видимо, играют роль различные патогены — лекарственные препараты и инфекционные агенты, прежде всего вирусы. Различают несколько теорий патогенеза: нейрогенную, вирусную, токсико-аллергическую. Большое значение имеют хронические заболевания желудка, кишечника, печени и поджелудочной железы. Определённое значение в поражении слизистой оболочки полости рта имеют её травмы, в том числе связанные с дентальной патологией: острые края зубов, плохо подогнанные съёмные пластинчатые протезы из пластмассы, отсутствие зубов. Пломбы и протезы из различных металлов, способствуя возникновению гальванических токов и ингибированию ферментов, могут провоцировать развитие плоского лишая слизистой оболочки полости рта. Химические, в том числе лекарственные, вещества, раздражая слизистую, также могут привести к развитию на слизистой оболочке плоского лишая. Из лекарственных препаратов повышают риск развития этого заболевания тетрациклины, ПАСК, препараты золота, атебрин и др. Варианты красного плоского лишая слизистой оболочки полости рта в ответ на приём тетрациклинов и атебрина получили название тетрациклиновый и атебриновый лихен. У лиц, работавших в прошедшие десятилетия с проявлением цветной киноплёнки, отмечался повышенный риск развития заболевания.

### Классификация
Клинико-морфологические формы красного плоского лишая слизистой оболочки полости рта и красной каймы губ:
1. Типичная форма (в 45% случаев)
2. Экссудативно-гиперемическая форма (25%)
3. Эрозивно-язвенная форма (23%)
4. Буллёзная форма (3%)
5. Гиперкератотическая форма (менее 1%)
6. Пигментная форма (менее 1%)
7. Атрофическая форма (менее 1%)
8. Синдром Гринспана (Гриншпана): сочетание эрозивно-язвенной формы плоского лишая с сахарным диабетом и артериальной гипертензией
9. Атипичная форма (примерно у 4% больных).

### Макроморфологическая картина
Основной морфологический элемент — уплощенная папула диаметром 2—5 мм с неровными контурами, имеющая вдавление в центре. Цвет элемента красноватый с характерным фиолетовым оттенком. Поверхность папулы имеет восковидный блеск, наиболее отчётливый при боковом освещении. Шелушение обычно незначительное, чешуйки отделяются с трудом. На поверхности более крупных элементов, особенно после смазывания растительным маслом, можно обнаружить сетевидный рисунок (симптом сетки Уикхема).
Папулы, как правило, располагаются группами, образуя при этом различные фигуры (линии, дуги, кольца, гирлянды). Иногда папулы сливаются с образованием бляшек. По периферии бляшек могут возникать новые элементы-сателлиты.
Локализация элементов сыпи — сгибательные поверхности конечностей, кожа туловища, половых органов и слизистая оболочка полости рта. Кожа лица, ладоней и подошв поражается редко. Сыпь располагается, как правило, симметрично. Количество элементов различное.

#### Типичная форма
При типичной форме плоского лишая узелки белесовато-перламутрового или белесовато-серого цвета, диаметром до 2 мм, сливаются между собой в дуги, линии, сеть, кружева, рисунок типа листьев папортника. На языке обнаруживаются бляшки до 1 см в диаметре, напоминающие лейкоплакию. Реже такие бляшки образуются на слизистой оболочке щёк и губ, где они и принимают веррукозный характер. Наиболее распространённая локализация очагов поражения: слизистая оболочка щёк (по линии смыкания коренных зубов), языка, губ. Реже очаги появляются на дёснах, нёбе, слизистой оболочке дна полости рта. При расположении на губе чаще поражается красная кайма. Поверхность элементов покрывает белесовато-серый налёт, не снимающийся при поскабливании.

#### Гиперкератотическая форма
Изредка на слизистой оболочке щёк на фоне типичных высыпаний образуются сплошные очаги ороговения с чёткими границами. На красной кайме губ слившиеся папулы иногда принимают звездчатую форму или вид сплошной шелушащейся полосы.

#### Экксудативно-гиперемическая форма
При этой форме плоского лишая типичные папулы образуются на гиперемированной и отёчной слизистой оболочке полости рта.

#### Эрозивно-язвенная форма
Наиболее тяжёлая и трудно поддающаяся лечению форма. Может быть осложнением типичного и экссудативно-гиперемического плоского лишая. Вокруг эрозий и язв на гиперемированном и отёчном основании образуются типичные папулы, образующие фигуры. Эрозии неправильной формы, покрыты фибринозным экссудатом, при снятии которого легко возникает кровотечение. Размер эрозий различный, вплоть до поражения всей слизистой оболочки полости рта и красной каймы губ. Нередко эрозии персистируют, иногда годами, не эпителизируясь. Процесс может перейти в атрофическую форму.

#### Атрофическая форма
На месте длительно существующих очагов поражения в ряде случаев развивается атрофия.

#### Буллёзная форма
Наряду с типичными элементами при этой форме образуются пузырьки или пузыри с плотной покрышкой. На слизистой оболочке полости рта пузыри сохраняются от нескольких часов до 2 суток. На месте вскрывшихся пузырей образуются эрозии, быстро эпителизирующиеся (в отличие от эрозино-язвенной формы). Длительность периода буллёзных высыпаний различна: иногда рецидивы продолжаются в течение нескольких месяцев. Пузырям могут предшествовать папулёзные высыпания, пузыри могут появиться одновременно с папулами или после них.

## Контактно-аллергические и токсико-аллергические стоматиты
Контактные аллергические стоматиты возникают при повышенной чувствительности к материалам, применяемым в стоматологии (например, контактно-аллергический стоматит от протеза из акриловой пластмассы), лекарственным препаратам, зубным пастам и т.п.
Токсико-аллергические стоматиты, как правило, лекарственные. Проявляются разнообразно: от минимальных изменений до тяжёлых шоковых реакций, которые могут закончиться летально.
Различают пять основных форм токсико-аллергических стоматитов:
1. Фиксированная форма
2. Распространённая форма
3. Катаральная (катарально-геморрагическая) форма
4. Пузырно-эрозивная форма
5. Язвенно-некротическая форма.

Фиксированная форма является самой частой. В основном, она возникает как реакция на сульфаниламидные препараты. После прекращения приёма препаратов через 7—10 дней процесс разрешается. При повторном приёме этого же средства рецидив обязательно возникает на том же самом месте. Поражаться при рецидиве могут и новые, ранее не поражённые участки слизистой оболочки. В процесс иногда вовлекается кожа. Морфологически очаг поражения проходит три стадии: (1) пятна, (2) пузыря и (3) эрозии.